# Remigius Netzer
Remigius Netzer (* 23. März 1916 in Düsseldorf; † 31. Mai 1985 in München) war ein deutscher Maler, Übersetzer und Grafiker.  

## Leben
Remigius Netzer war der Sohn des Münchener Bildhauers Hubert Netzer. Remigius studierte zunächst an der Münchener Kunstgewerbeschule, wo er bei Walther Teutsch lernte. Danach besuchte er von 1935 bis 1940 die Münchener Akademie der Bildenden Künste. Hier waren unter anderem Adolf Schinnerer und Karl Caspar seine wichtigsten Lehrer. Letzterer hatte wohl den größten Einfluss auf das Werk Netzers. Neben seinem Kunststudium belegte er an der Münchener Universität Romanistik, Literaturwissenschaft und Philosophie.
Remigius Netzer war Mitglied der 1946 gegründeten Münchener Neuen Gruppe, einem Zusammenschluss von bildenden Künstlern aus allen Disziplinen. Dort hatte er von 1973 bis 1979 die Präsidentschaft inne.

## Werk
Während die frühen Bilder des Künstlers eher zur strengen linearen Detaillierung neigten, wie zum Beispiel Bei Nymphenburg (München) von 1945, zeigten schon bald darauf seine Werke schwere, breite Konturen, die leuchtende Farbflächen einfassen. Gute Beispiele dafür sind Im Montafon (Bayerische Staatsgemäldesammlungen München) von 1953 oder Bei Baratti (Ludwig Galerie Schloss Oberhausen) aus dem Jahr 1958. Neben der Malerei war Netzer auch als Übersetzer tätig. So übertrug er siebzehn Elegien von Francis Jammes, die er 1952 als „Die traurigen Schlüsselblumen“ veröffentlichte. Er illustrierte das Buch mit Holzschnitten. Darüber hinaus ist Netzer für seine Farbholzschnitte wie beispielsweise Tauben aus dem Jahr 1957 bekannt.

## Auszeichnungen
- 1968 Seerosenpreis

## Veröffentlichungen
- Stéphane Mallarmé: Gedichte und Der Nachmittag eines Fauns. Übertragen von Remigius Netzer. Piper Verlag, München 1946.
- Francis Jammes: Die traurigen Schlüsselblumen. Aus dem Französischen übertragen von Remigius Netzer. Alber, Freiburg und München 1952.
- Oskar Kokoschka: Mein Leben. Vorwort und dokumentarische Mitarbeit von Remigius Netzer. Bruckmann Verlag, München 1971.